# Марі-Анн Шазель
Марі-Анн Франс Жаклін Шазель (фр. Marie-Anne France Jacqueline Chazel); нар. 19 вересня 1951, Гап, Верхні Альпи, Франція) — французька акторка, кінорежисерка і сценаристка, учасниця французької театральної трупи «Le Splendid».

## Біографія

### Ранні роки
Народилася 19 вересня 1951 року в місті Гап, у родині французької акторки Люби Герчікофф і французького пастора Поля Шазель. У Марі-Анн є ще дві сестри — Марі-Лор і Марі-Клод, також був брат, який помер. Батько ніколи не схвалював захоплення Марі-Анн акторською професією.
У 1967 роки вона вступила до Ліцею «Пастера» в передмісті Парижа Неї-на-Сені, де вчилася разом з майбутніми зірками французького кіно Мішелем Бланом, Жераром Жюньо, Тьєррі Лермітт і Крістіаном Клавье. 
Після отримання диплома Марі-Анн два роки навчалася в університеті на факультеті історії-географії. А в 1974 році ліцейські друзі створили театральну трупу «Splendid». Всі вони вчилися на театральних курсах акторки Тсілли Шелтон (Tsilla Chelton), відомої зокрема головною роллю у фільмі «Tatie Danielle».

### Кар'єра
Перший успіх прийшов до трупи «Splendid» в 1976 році з постановкою п'єси «Amour, coquillages et crustacés» (Любов, черепашки і ракоподібні). У 1978 році - вже широкий успіх у кіно з виходом комедії «Засмаглі», де Марі-Анн виконала роль секретарки Рідоти. У 1979 році вийшло продовження комедії «Засмаглі катаються на лижах». Акторка брала участь і в третьому фільмі, знятому майже 30 років потому: «Веселі і загорілі / Les Bronzés 3 - Amis pour la vie».

### Особисте життя
У шлюбі з Крістіаном Клав'є Марі-Анн народила в 1983 року доньку Марго. У 1999 році під час пологів померла їхня друга донька. Після безлічі спільних творчих проєктів і 30-ти років подружнього життя, у 2001 році Марі-Анн розлучилася з Крістіаном Клав'є. Вона важко переживала розлучення, тим більше що ділити довелося ще й спільних друзів. Вони намагаються підтримувати дружні стосунки, зараз акторка будує життя з новим компаньйоном Філіпом.